# Miasto Delnice
Miasto Delnice (chorw. Grad Delnice) – jednostka administracyjna w Chorwacji, w żupanii primorsko-gorskiej. W 2011 roku liczyła 5952 mieszkańców.